# Giacomo Tazzini
Giacomo Tazzini (Baggio, 30 marzo 1785 – Milano, 22 febbraio 1861) è stato un architetto e ingegnere italiano.

## Biografia
Giacomo era il figlio primogenito di Antonio Tazzini e Giuseppa Bossi e nacque a Baggio. Di origini modeste, si trasferì all'età di quattordici anni a Milano, lasciando dietro di sé la numerosa famiglia (erano 12 fratelli) e avendo come unico supporto in città un cugino del padre. Condivise un appartamentino con uno studente e un architetto che conosceva Luigi Canonica. Nel tempo molti fratelli lo raggiunsero a Milano, e nel 1815 si sposò con Giuseppa Seveso, figlia di un ricco tappezziere. Studiò all'Accademia di Brera sicuramente fra il 1800 e il 1803, quando ricevette il suo primo incarico come "Disegnatore presso la Soprintendenza Generale delle Fabbriche Nazionali".
Allievo del Canonica, si formò al suo fianco nei Cesarei Regi Fabbricati, dove lo affiancò a partire dal 1808. Nel 1814-1815 ebbe modo di sostituire temporaneamente il maestro e gli subentrò definitivamente a partire dal 1824. Nel 1831 svolse l'incarico di ispettore delle Fabbriche del Reale Palazzo di Milano; a Tazzini spettò anche la cura della Chiesa di Santa Maria alla Rosa, di San Giovanni in Conca, di Sant'Antonio Abate (ne rifece la facciata), della cancelleria vicereale e della Villa e del Parco di Monza. 
Viene ricordato in particolare per il suo ruolo all'interno del completamento del Parco di Monza, al quale si dedicò a tempo pieno dal 1831 al 1859 affiancando i direttori dei giardini Giambattista Rossi e Giuseppe Manetti. Realizzò diverse architetture all'interno del Parco, in continuità stilistica e formale con quanto cominciato dal Canonica. Nel 1838 l'arciduca Ranieri lo nominò ingegnere di I classe e così ricevette il titolo di "Ispettore degli Imperial Regi fabbricati di Corte e ingegnere di I classe".
Andò in pensione nel 1860, all'età di 75 anni, con la nomina reale di Sindaco di Macherio. Morì di polmonite nel suo appartamento di funzione che aveva nel Palazzo Reale il 22 febbraio 1861. Fu sepolto nel cimitero milanese di San Gregorio, successivamente scomparso.
Per il lavoro svolto ricevette, dopo la sua dipartita, il titolo da Cavaliere.

## Opere
- Presso il Parco di Monza : ampliamento dei rustici di Villa Mirabello, Cascina Cattabrega (1836 circa), Fagianaia Reale (1838), Mulini San Giorgio (1838 circa), Cascina del Sole (1839), Mulini Asciutti (1834), Mulino del Cantone (1840), Cascina Cernuschi (1847).
- Villa Cattani (1827)
- Milano, Casino della Nobile Associazione dei Palchettisti del Teatro alla Scala (1830-31)
- Restauro del Chiostro di S. Abbondio a Como (1835 circa)
- Viggiù (VA), Villa Borromeo, (1840 circa)
- Como, via Borgovico, Villa Colli, ora Pisa circa 1840
- Milano, Casino Reale (il progetto del 1841 sarà parzialmente realizzato nel 1946)
- Como, via Geno, Villa Geno (1850 circa)